# Albert Newsam

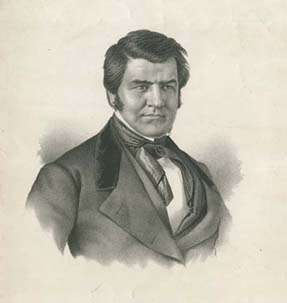
Albert Newsam

Albert Newsam (* 20. Mai 1809 in Steubenville, Ohio; † 20. November 1864 im Living Home bei Wilmington (Delaware)) war ein US-amerikanischer Zeichner und Lithograf.

## Leben
Albert Newsam wurde taubstumm als Sohn des Schiffers William Newsam geboren, der früh verstarb. Über seine Mutter ist nichts bekannt. Newsam wurde einige Zeit von dem Hotelier Thomas Hamilton versorgt und im Alter von elf Jahren von dem angeblich ebenfalls taubstummen William P. Davis nach Philadelphia gebracht. Zu diesem Zeitpunkt hatte sich seine Begabung schon gezeigt. Noch unter Hamiltons Obhut hatte er mit einem Stück Kreide eine liegende Katze auf den Fußboden gezeichnet, ohne je dazu angeleitet worden zu sein. Dieses Katzenbild war die erste bezeugte Zeichnung Newsams; es folgten zahlreiche Skizzen nach der Natur, die nicht erhalten sind.
William P. Davis erkannte Newsams Talent bei einem Aufenthalt in Hamiltons Hotel und beschloss offenbar, die zeichnerischen Fähigkeiten des Jungen auszubeuten. Bereits auf der Reise nach Philadelphia, auf der er sich als älterer Bruder Newsams ausgab, ließ er ihn bei jeder Gelegenheit vor Zeugen zeichnen und strich erhebliche Geldsummen ein, die Interessierte und Mitleidige den beiden angeblichen Brüdern auf dem Weg in eine neugegründete Taubstummenschule überließen.
In Philadelphia wurde Bishop White, der Präsident der Institution for the Deaf and Dumb, auf Newsam und seinen Begleiter aufmerksam. Davis teilte schriftlich mit, er habe eine Ausbildung in Paris bei Abbé Sicard erhalten und sei dann in die USA zurückgereist, um seine Familie wiederzutreffen, habe aber nur noch Albert am Leben gefunden. Obwohl Davis den Verdacht erregte, seine Behinderung nur vorzutäuschen, konnte er nicht überführt werden. Er willigte schließlich ein, Albert Newsam in der Institution Whites zurückzulassen, bis er selbst von einer Verwandtensuche in Richmond (Virginia) zurückgekehrt sein würde. Nach seiner Abreise verlor sich jede Spur des Kidnappers.
Ein Komitee der Institution for the Deaf and Dumb sicherte Newsam eine Ausbildung an diesem Institut. Der Knabe konnte zu diesem Zeitpunkt kaum kommunizieren und lediglich mitteilen, dass Davis kein Verwandter war. Schließlich produzierte er eine Zeichnung seines Heimatortes, der durch einen zufälligen Besucher als Steubenville identifiziert werden konnte. Ein Mr. Wright aus Steubenville konnte bei einem Besuch in der Institution Kontakt mit Albert Newsam aufnehmen. Dieser zeichnete nicht nur Wrights Haus, sondern auch ein weiteres Gebäude, in dem Wrights Erinnerung nach eine Frau gelebt hatte, deren taubstummer Sohn entführt worden war. Wright konnte zwar Auskünfte über Albert Newsams verstorbenen Vater geben, nicht aber über weitere Verwandte. Auch ein Besuch Newsams in seiner Heimat im Jahr 1840 führte zu keinen weiteren Ergebnissen.
Albert Newsam wurde sechs Jahre lang, von 1820 bis 1826, in der Institution for the Deaf and Dumb ausgebildet. Auf einer Reise nach Harrisburg schuf der Vierzehnjährige ein Porträt des Generals Andrew Jackson, das großen Beifall fand. Nach seinem Schulabschluss im Jahr 1826 arbeitete er ein Jahr lang als Zeichenlehrer für Anfänger, was ihn aber nicht befriedigte. Zu seinen eigenen Lehrern gehörten Hugh Bridport und George Catlin.

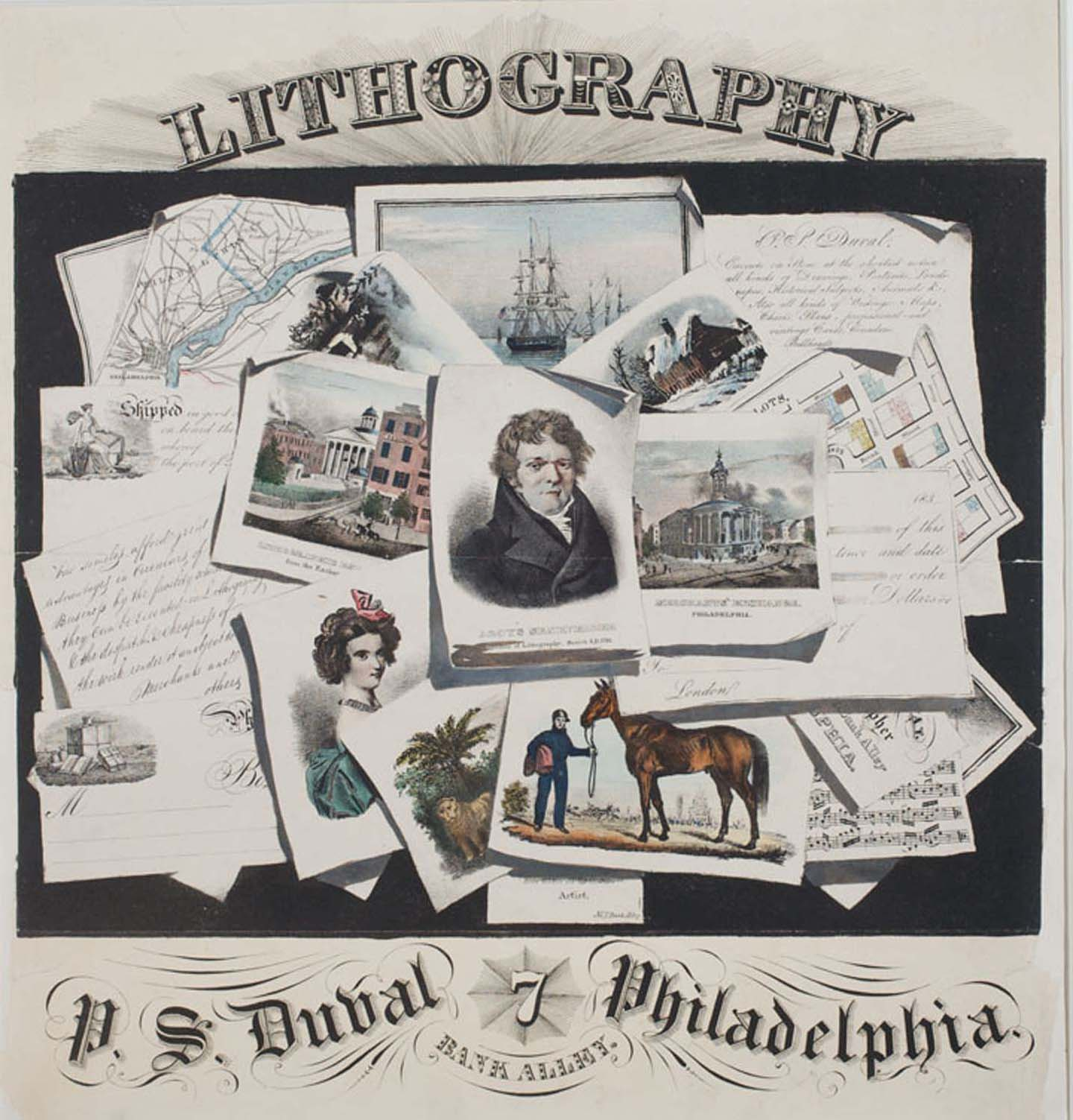
Werbung für Duvals Unternehmen, um 1840

1827 wurde Newsam in Cephas G. Childs Firma aufgenommen, die Stiche und Lithografien produzierte. Während seiner Lehrzeit dort besuchte er auch die Academy of Fine Arts und schuf zahlreiche Kopien bekannter Bilder, aber auch zahlreiche eigene Skizzen und Zeichnungen. Etwa im Alter von 22 Jahren war er ein bekannter Lithograf. Ab 1834 arbeitete er unter den neuen Eigentümern George Lehman und Peter S. Duval und wurde schließlich deren leitender Künstler. Newsam schuf vor allem Porträts, die er zunächst nach dem Leben, später nach Fotografien und Daguerreotypien gestaltete. 1838 erschienen mehrere Porträts bekannter Künstler und Komponisten, die Newsam geschaffen hatte, in der Zeitschrift Parlour Review.
Albert Newsam entwickelte sich auch zum kenntnisreichen Kunstsammler und spezialisierte sich auf Drucke. Ein Brand in Duvals lithografischer Anstalt, in der er ein Studio hatte, vernichtete einen Teil seiner wertvollen Sammlung. Newsam, der sich besonders für europäische Künstler interessierte, wünschte sich eine Anstellung bei dem Lithografen Hermandel in London, war aber aus finanziellen Gründen nicht in der Lage, einer Einladung nach London zu folgen, da er seine Einkünfte regelmäßig für Kunstkäufe verwendete.
Am 27. März 1834 heiratete Albert Newsam. Die Ehe wurde kurz darauf wieder geschieden und Newsam lebte den Rest seines Lebens allein.
1853 wurde eine Ausstellung mit Entwürfen für das Gallaudet-Monument veranstaltet. Ein Entwurf Newsams wurde zusammen mit einem Bild John Carlins akzeptiert. Bei der Einweihung des Monuments am 6. September 1854 waren Carlin und Newsam anwesend. Im Alter von 44 Jahren wandte sich Newsam außerdem der Ölmalerei zu. 1855 wurde er Schüler bei dem Porträtmaler R. J. Lambdin, er konnte jedoch seine neuen Kenntnisse krankheitshalber nicht mehr ausgiebig anwenden.
1857 begann Newsams Augenlicht nach einem Unfall mit einem Gaslicht nachzulassen und 1859 erlitt er einen Schlaganfall, der ihn rechtsseitig lähmte. Nachdem er austherapiert war, wurde er nach West Philadelphia geschickt, wo er bis 1862 lebte, aber sehr unglücklich war. Nachdem ein brieflicher Hilferuf Newsams in verschiedenen Zeitungen publiziert worden war, trat eine Gruppe von Personen zusammen, die ihm ein Leben auf dem Land ermöglichen wollte. Mehrere Zeitungsartikel wurden veröffentlicht, um Spenden zu sammeln. Schließlich konnte er ins Living Home bei Wilmington übersiedeln. Dort lebte Newsam sehr zufrieden. Etwa ein Jahr vor seinem Tod begann er, mit der linken Hand zu zeichnen. Newsam ließ sich in dieser Phase seines Lebens taufen und am 17. Januar 1863 konfirmieren. Die Zeremonie fand in St. Andrew in Wilmington statt und zog ein großes Publikum an, das die Übersetzung der gesprochenen in die Zeichensprache verfolgte. Auch die Beerdigung Newsams am 22. November 1864 auf dem Laurel Hill Cemetery in Philadelphia nach der Feier in der St. Clement’s Church wurde von mehreren hundert Personen verfolgt.
Newsams Nachlass befindet sich bei der Library Company of Philadelphia. Er stammt aus der Sammlung von John A. McAllister.

## Bilder

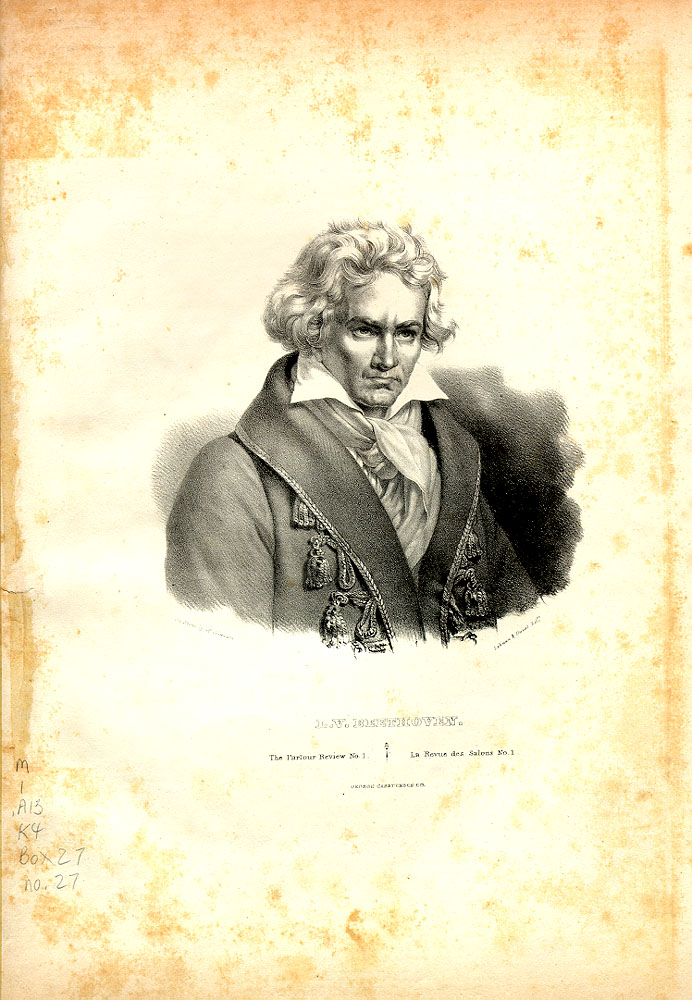
Ludwig van Beethoven
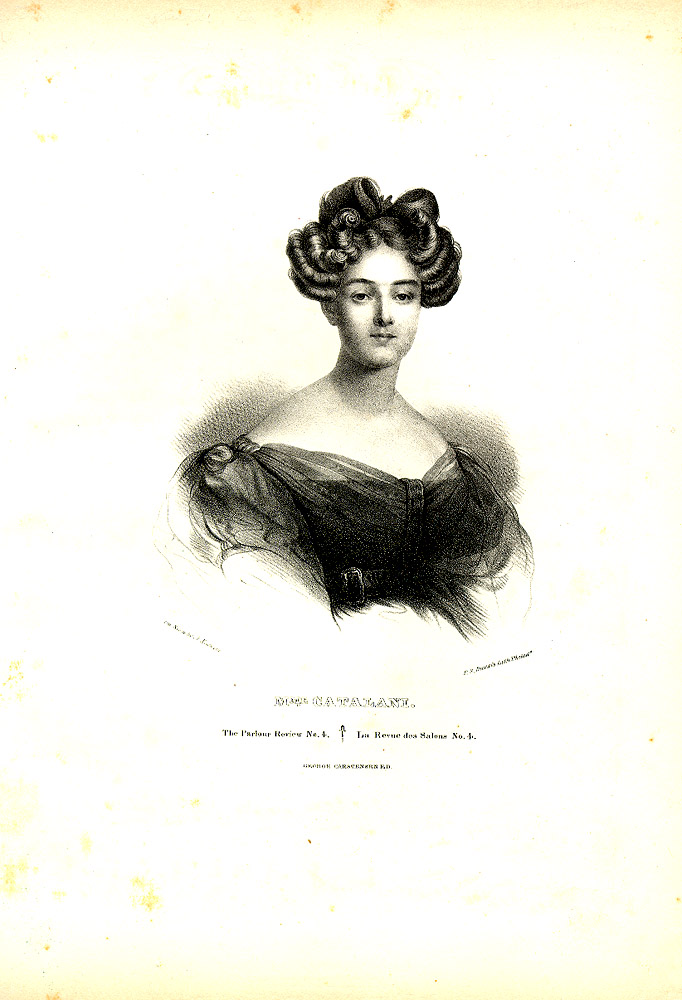
Angelica Catalani
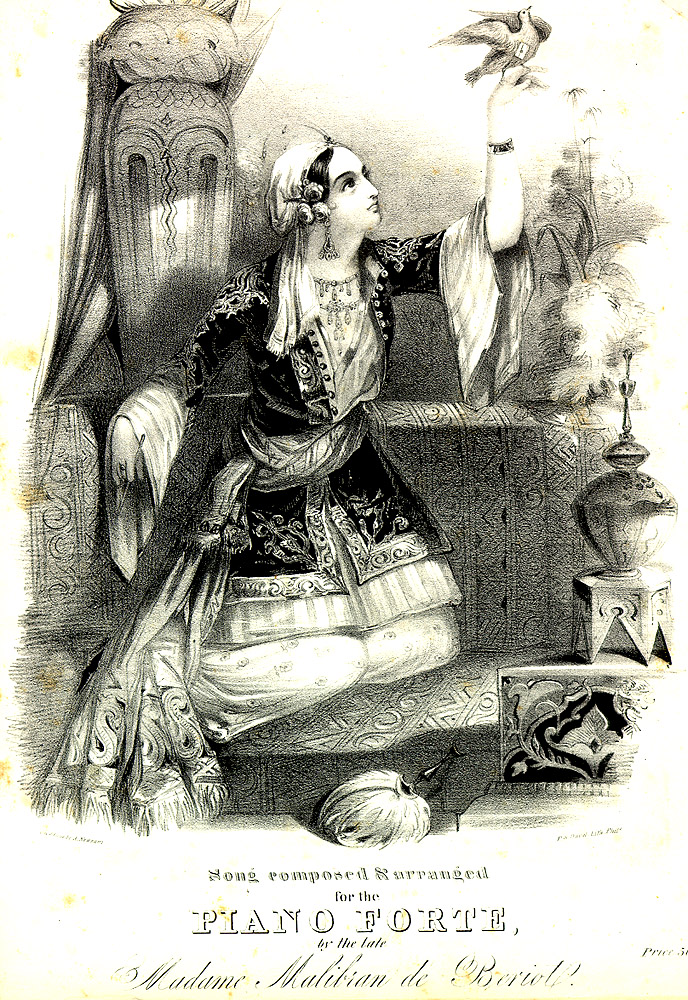
Maria Malibran
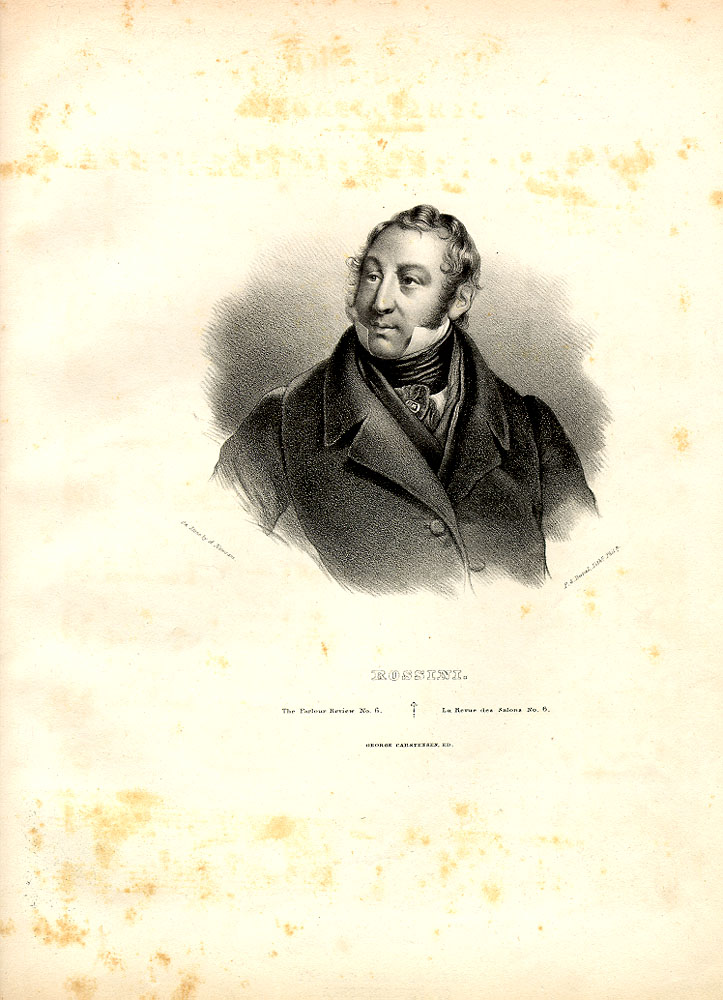
Gioachino Rossini